# 1776 na literatura

## Nascimentos
| Data           | Nome              | Profissão             | Nacionalidade | Observações | Ref |
| -------------- | ----------------- | --------------------- | ------------- | ----------- | --- |
| 24 de Janeiro  | E. T. A. Hoffmann | escritor e compositor | Alemanha      | m. 1822     |     |
| 20 de Novembro | William Blackwood | editor e escritor     | Escócia       | m. 1834     |     |

## Mortes
| Data       | Nome                | Profissão | Nacionalidade | Observações | Ref |
| ---------- | ------------------- | --------- | ------------- | ----------- | --- |
| 23 de Maio | Julie de Lespinasse | escritora | França        | n. 1732     |     |